# 明通镇
明通镇，是中华人民共和国重庆市城口县下辖的一个乡镇级行政单位。

## 行政区划
明通镇下辖以下地区：
明通镇社区、龙泉村、乐山村、金六村、白台村、平安村和大塘村。